# غلامرضا قدسی
غلامرضا قدسی (زادهٔ ۱ مهر ۱۳۰۴، مشهد – درگذشتهٔ ۲۱ آذر ۱۳۶۸، مشهد) از شاعران ایرانی بود.
در شعر به «قدسی» تخلص می‌کرد.

## زندگی‌نامه
غلامرضا قدسی در سال ۱۳۰۴ در مشهد به دنیا آمد، نسب او به میرزا محمد جان قدسی مشهدی، شاعر مشهور دورهٔ صفویه می‌رسد که خزانه داری آستان قدس را بر عهده داشت و در عهد شاه جهان که عصر رونق شعر فارسی در هند بود به آنجا سفر کرد.
قدسی پس از گذراندن دورهٔ ابتدایی، به تحصیلات قدیمه روی آورد. ادبیات عرب، فقه و اصول و منطق و فلسفه را از محضر فضلاء بزرگ خراسان از جمله محمدتقی ادیب نیشابوری (ادیب دوم) و هاشم قزوینی فرا گرفت و سپس در دانشکدهٔ معقول و منقول (دانشکدهٔ الهیات) تحصیل کرد.
از شانزده سالگی سرودن شعر را آغاز کرد. شاعر غزل بود و به سبک هندی گرایش داشت و در زمینه‌های اجتماعی و سیاسی شعرش را به کار گرفت.
قدسی با انگیزهٔ تشکّل بخشیدن به اوضاع ادبی خاستگاهش «انجمن ادبی فردوسی» مشهد را بنیاد نهاد. او در سال ۱۳۲۵ به اتفاق تنی چند از دوستانش به تأسیس این انجمن همت گماشت.
او از زمان دولت محمد مصدق با سرودن اشعار اجتماعی و انقلابی به مبارزه با حکومت پرداخت و در سال‌های ۱۳۴۳ و ۱۳۵۱ دستگیر و به زندان افتاد. مدت محکومیت سیاسی او ۵ سال به طول انجامید. بخش عمده‌ای از نوشته‌ها و اشعار قدسی در همان دوران از بین رفت. چند دفتر شعر نیز در زندان سروده بود که توسط مأمورین رژیم پهلوی ضبط شد؛ اما هرگز به او بازگردانده نشد. چنان‌که بارها در اشعارش به آن اشاره کرده‌است:
بسا مضمون رنگینی که پروردم به خون دل
ستمگر کرد پرپر همچو گل اوراق دیوانم
وی برای تدوین دیوان شعر جدش «میرزا محمد جان قدسی مشهدی» به هندوستان رفت که انگیزهٔ سفر او به دست آوردن سایر نسخه‌های خطی این شاعر بود.
قدسی در دانشگاه فردوسی مشهد به تدریس زبان و ادبیات فارسی و عربی اشتغال داشت.

## درگذشت

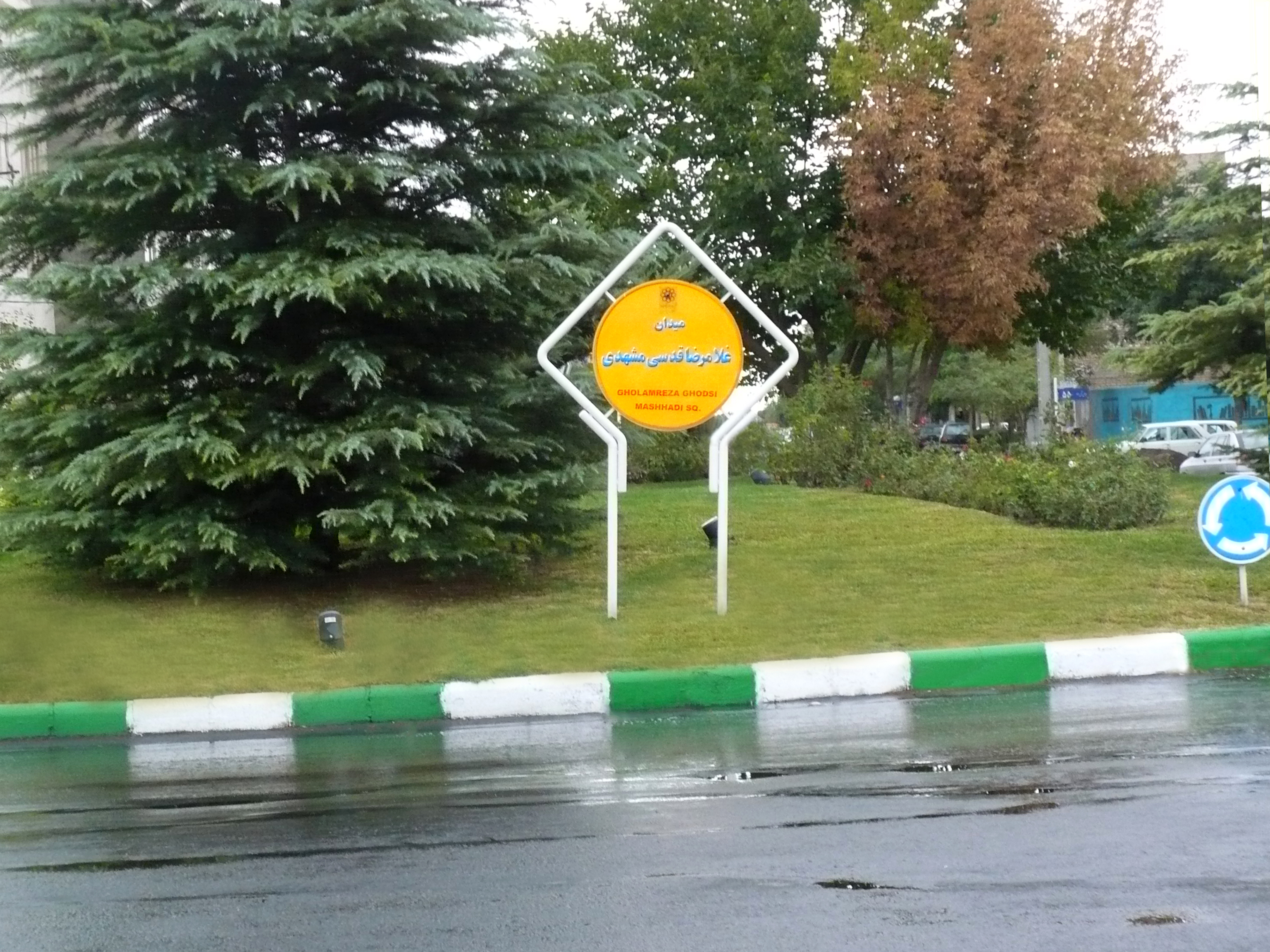
میدان غلامرضا قدسی، شهرداری منطقه ۱۱ مشهد، بلوار جلال آل احمد

در ۲۱ آذر ۱۳۶۸ در سن ۶۴ سالگی بر اثر سکته قلبی در گذشت. او را در غرفهٔ ۱۶۸ در جوار جودی شاعر، در صحن آزادی حرم امام رضا به خاک سپردند.

## نمونهٔ اشعار
ما را بس
همچو خورشید به عالم نظری ما را بس
نفس گرم و دل پر شرری ما را بس
خنده در گلشن گیتی به گل ارزانی باد
همچو شبنم به جهان چشم تری ما را بس
گرچه دانم که میسر نشود روز وصال
در شب هجر، امید سحری ما را بس
اگر از دیدهٔ کوته نظران افتادیم
نیست غم، صحبت صاحب‌نظری ما را بس
شد برومند ز خون دل ما نخل سخن
اگر این نخل دهد برگ و بری ما را بس
در جهانی که نماند ز کسی نام و نشان
«قدسی» از گفتهٔ شیوا اثری ما را بس
کاش بودم
کاش بودم لاله تا جویند در صحرا مرا
کاش داغ دل هویدا بود از سیما مرا
کاش بودم همچو گوهر، تا زند دریا دلی
دل به دریا، تا بیابد در دل دریا مرا
کاش بودم چون کتاب افتاده در کنجی خموش
تا نگردد رو به رو، جز مردم دانا مرا
کاش بودم همچو عنقا بی‌نشان در روزگار
تا نبیند چشم تنگ مردم دنیا مرا
کاش بودم شمع، تا بهر رفاه دیگران
در میان جمع سوزانند سر تا پا مرا
کاش بودم همچو شبنم تا میان بوستان
بود هر شب تا سحر در دامن گل جا مرا
کاش «قدسی» از هوا پُر می‌شدم همچون حباب
تا به هر جا جای می‌دادند در بالا مرا